# Arianna in Creta
Arianna in Creta (HWV 32) ist eine Oper (Dramma per musica) in drei Akten von Georg Friedrich Händel und die letzte seines zweiten Opernunternehmens, denn der Vertrag zwischen Johann Jacob Heidegger und Händel lief zum Spielzeitende aus. Arianna gehört heute immer noch zu den seltener gespielten Werken des Hallensers, obwohl auch diese Opera seria Händels meisterliches Gespür für einen effizienten Einsatz musikalischer Formen und Strukturen aufweist.

## Entstehung
Weniger als einen Monat nach der letzten Vorstellung des Orlando am 5. Mai 1733 schied der berühmte Kastrat Senesino aus Händels Ensemble aus, nachdem er schon mindestens seit Januar mit einer in Planung befindlichen konkurrierenden Operntruppe, die am 15. Juni 1733 gegründet und bald als Opera of the Nobility („Adelsoper“) bekannt wurde, über einen Vertrag verhandelt hatte. In identischen Pressemitteilungen des The Bee und des The Craftsman vom 2. Juni heißt es:

“We are credibly inform’d that one Day last Week Mr. H–d–l, Director-General of the Opera-House, sent a Message to Signior Senesino, the famous Italian Singer, acquainting Him that He had no farther Occasion for his Service; and that Senesino reply’d the next Day by a Letter, containing a full Resignation of all his Parts in the Opera, which He had perform’d for many Years with great Applause.”

„Wie wir aus sicherer Quelle erfahren, hat Herr Händel, der Generaldirektor des Opernhauses, dem berühmten italienischen Sänger Signor Senesino letzte Woche eine Nachricht zukommen lassen,  in der er ihm mitteilt, dass er keine weitere Verwendung für seine Dienste hat; und dass Senesino am nächsten Tag brieflich antwortete, dass er alle seine Rollen in der Oper abgibt, welche er seit vielen Jahren mit großem Beifall gegeben hatte.“

Senesino schlossen sich fast alle anderen Sänger Händels an: Antonio Montagnana, Francesca Bertolli und Celeste Gismondi. Nur die Sopranistin Anna Maria Strada del Pò hielt Händel die Treue. Nachdem er von einer erfolgreichen Konzertreihe im Juli 1733 aus Oxford zurückgekehrt war, schrieb Händel Arianna in Creta für die kommende Saison.
Indes wartete London gespannt auf die neue Opernsaison, wie Antoine-François Prévost d’Exiles, Autor des berühmten Romans Manon Lescaut, in seiner Wochenschrift Le Pour et le Contre (Das Für und Wider) schreibt:

« L’Hiver (c) approche. On scait déja que Senesino brouill’re irréconciliablement avec M. Handel, a formé un schisme dans la Troupe, et qu’il a loué un Théâtre séparé pour lui et pour ses partisans. Les Adversaires ont fait venir les meilleures voix d’Italie; ils se flattent de se soûtenir malgré ses efforts et ceux de sa cabale. Jusqu’à présent ìes Seigneurs Anglois sont partagez. La victoire balancera longtems s’ils ont assez de constance pour l’être toûjours; mais on s’attend que les premiéres représentations décideront la quereile, parce que le meilleur des deux Théâtres ne manquera pas de reussir aussi-tôt tous les suffrages. »

„Der Winter steht vor der Tür. Es ist dem Leser bereits bekannt, dass es zwischen Senesino und Händel zum endgültigen Bruch gekommen ist, und dass ersterer eine Spaltung der Truppe auslöste und ein eigenes Theater für sich und seine Anhänger pachtete. Seine Gegner holten sich die besten Stimmen aus Italien; sie besitzen genug Stolz, um trotz der Machenschaften Senesinos und seiner Clique weitermachen zu wollen. Der englische Adel ist momentan in zwei Lager gespalten; es wird noch lange keine der beiden Parteien siegen, wenn alle entschlossen an ihrer Meinung festhalten. Doch man rechnet damit, dass die ersten Vorstellungen dem Streit ein Ende bereiten werden, denn das bessere der beiden Theater wird unweigerlich die Unterstützung aller auf sich ziehen.“

Händel und Heidegger stellten eilig eine neue Truppe und ein neues Repertoire zusammen. Margherita Durastanti, inzwischen Mezzosopranistin, über drei Jahrzehnte zuvor in Italien Händels Primadonna, in den frühen 1720er Jahren – vor der großen Zeit der Francesca Cuzzoni und Faustina Bordoni – die Hauptstütze der Royal Academy of Music, kehrte aus Italien zurück, obgleich sie ihren letzten Auftritt der Saison am 17. März 1724 mit den gesungenen Zeilen einer englischen Kantate abgeschlossen hatte:

“But let old Charmers yield to new, Happy Soil, adieu, adieu.”

„Doch lasst alte Zauberer den neuen weichen, leb wohl, leb wohl, du glücklicher Boden!“

Zwei neue Kastraten, Carlo Scalzi und Giovanni Carestini, wurden engagiert. Händel brauchte nun schnell ein Repertoire: Er fand es in einer Wiederaufnahme von Ottone und zwei Pasticci, für die er lediglich die (kurzen) Rezitative schrieb: Semiramide riconosciuta (die Musik stammt überwiegend von Leonardo Vinci, den Händel als Quelle für seine Pasticci bevorzugte) und Caio Fabbricio (einen Großteil der Musik schrieb Johann Adolph Hasse).
Es war Händels Strategie, zu überraschen und dann Schlag auf Schlag folgen zu lassen. Er eröffnete die Spielzeit zwei Monate vor seinen Konkurrenten, obwohl er neue Sänger hatte, die Adelsoper dagegen seine alte Truppe. Er entschied sich für eine Eröffnung mit  Semiramide am 30. Oktober, dem Geburtstag des Königs George, ein Tag, der üblicherweise mit einem fürstlichen Ball im St James’s Palace begangen wurde. Diesmal aber beschloss der gesamte Hofstaat, die Oper zu besuchen, selbst der Prince of Wales war anwesend, obwohl er sonst unverhohlen die Adelsoper unterstützte. Ein erster taktischer Sieg also für Händel. Doch der zweite Abend verlief weniger günstig, wie wir von Lady Bristol erfahren, die am 3. November an ihren Gatten schrieb:

“I am just come home from a dull empty opera, tho’ the second time; the first was full to hear the new man, who I can find out to be an extream good Singer; the rest are all scrubbs except old Durastante, that sings as well as ever she did.”

„Ich bin soeben von einer langweiligen, leeren Oper nach Hause zurückgekehrt, und das obwohl dies erst die zweite Aufführung war. Die erste war ausverkauft, da alle den neuen Mann [Carestini] hören wollten, den ich als extrem guten Sänger bezeichnen kann; der Rest sind alles Nieten, abgesehen von der guten alten Durastante, die so gut singt, wie sie es immer tat.“

Es ist unklar, ob Lady Bristol meinte, die Oper selbst sei künstlerisch langweilig – obwohl Händel versuchte, den aktuellen Geschmack zu treffen, indem er Arien von Vinci verwendete –, oder ob ihr eine interessante Unterhaltung mit anderen Zuschauern fehlte.
König, Königin und der Prince of Wales erschienen auch zur Premiere von Ottone, doch zur Weihnachtszeit wurde die Adelsoper aktiv. Gerüchte über Händels Vertonung von Arianna in Creta erreichten die „Opera of the Nobility“, deren Musikdirektor Nicola Porpora bereits 1727 für Venedig eine erfolgreiche Musik zu Pietro Pariatis Arianna e Teseo geschrieben hatte. Die Adelsoper entschloss sich, energisch auf Händel zu reagieren, indem sie ihre eigene Ariadne-Geschichte aufführte. Der italienische Dichter des Ensembles, Paolo Antonio Rolli, lieferte das neue Libretto: Arianna in Nasso, und Porporas Musik war rechtzeitig zu den Gesangsproben am Weihnachtsabend im Jahr 1733 in des Kronprinzen Friedrichs Carlton House fertig:

“Last Night there was a Rehearsal of a new Opera at the Prince of Wales’s House in the Royal Gardens in Pall Mall, where was present a great Concourse of the Nobility and Quality of both Sexes: Some of the choicest Voices and Hands assisted in the Performance.”

„Gestern Abend fand die Probe einer neuen Oper im Haus des Prinzen von Wales in den Königlichen Gärten in Pall Mall statt; es gab einen großen Ansturm von Personen von Stand und Adel beiderlei Geschlechts; einige der vorzüglichsten Stimmen und Instrumentalisten traten auf.“

Zu den „vorzüglichsten Stimmen“ gehörten Senesino, Montagnana und Gismondi, nicht aber die Cuzzoni, die erst im folgenden Frühjahr nach England kam. Die Premiere von Porporas Arianna in Nasso fand am 29. Dezember 1733 in Lincoln’s Inn Fields statt, fast einen Monat bevor Händels Arianna in Creta gezeigt wurde. Doch Porporas und Rollis Eile bescherte ihnen nur wenig längerfristige Vorteile. Arianna in Nasso enthält kaum die Ernsthaftigkeit und gefühlsmäßige Intensität, die Händels Arianna in Creta so beständig und beliebt machen.
Der König von Preußen wurde von seinem Minister in London über die Adelsoper-Premiere informiert, wobei dieser sich auf die politischen Hintergründe konzentrierte:

„Letztern Sonnabend [29. Dezember 1733] wurde der Anfang der neuen Opera gemachet, welche die Noblesse entreprenniret hat, nachdem Sie mit der conduite des Directeurs von der alten Opera, Händel, nicht zufrieden gewesen, und denselben zu abbaissiren eine neue angeleget, welche über zweyhundert Persohnen subscribiret, und jegliche 20 Guinées dazu praenumeriret haben. Auf dem Piquet der subscribenten ist der erste Sänger, Nahmens Senesino, gepräget, mit der Überschrift: Nec pluribus impar. [Auch nicht mehreren unterlegen.] Es wurde diese neue Opera erstlich die Opera der Rebellen genennet. Weilen aber bay der ersten Ouverture der gantze Hof zugegen war, alß ist Sie dadurch legitimiret und loyal geworden. Hiebey hat Sich das genie der Nation sehen lassen, wie sehr Es nemlich zu novitaeten und Factionen geneigt ist. In denen praeliminair-Tractaten, welche zu dieser fundation errichtet, heißet der erste Articul: Point d’accommodement à jamais avec le Sr Händel. [Niemals eine Einigung mit Händel.]“

Am 5. Oktober schloss Händel die Komposition von Arianna ab, wartete jedoch mit der Premiere. „Fine dell’ Opera | London 5 Octobr G.F. Handel | 1733“, bemerkt Händel am Schluss seines Partitur-Autographs. Die Uraufführung fand schließlich am 26. Januar 1734 am King’s Theatre am Londoner Haymarket statt.
Und im lange Zeit fälschlicherweise  Francis Colman zugeschriebenen „Opera Register“ wurde im Januar 1734 eingetragen:

“Janry pmo Ariadne in Crete, a New Opera & very good & perform'd very often Sigr Carestino sung Surprisingly well: a new Eunuch – many times perform’d.”

„Erstaufführung von Ariadne in Kreta, eine neue Oper und sehr gut, sehr oft gespielt, Signor Carestini sang verblüffend gut: ein neuer Eunuche. – Oft gespielt.“

Tatsächlich wurde die Oper siebzehnmal gegeben, nur kurz unterbrochen durch Ostern und drei Aufführungen des Oratoriums Deborah. Obwohl er weniger Subskribenten hatte als die Adelsoper, schien sich das Blatt noch einmal zugunsten Händels zu wenden. Im November wurde Arianna am Covent Garden Theatre für fünf Vorstellungen, diesmal mit Balletteinlagen, nochmals aufgenommen.
Besetzung der Uraufführung:
- Arianna – Anna Maria Strada del Pó (Sopran)
- Teseo – Giovanni Carestini, genannt „Il Cusanino“ (Mezzosoprankastrat)
- Carilda – Maria Caterina Negri (Alt)
- Alceste – Carlo Scalzi, genannt „Il Cichione“  (Soprankastrat)
- Tauride – Margherita Durastanti (Mezzosopran)
- Minos und Il Sonno – Gustav Waltz (Bass)

## Libretto
Pietro Pariatis Libretto Teseo in Creta wurde zuerst von Francesco Bartolomeo Conti vertont und erstmals am 28. August 1715 in Wien aufgeführt, jedoch taucht keiner dieser Arientexte in Händels Version auf, die 18 Jahre später entstand. Die nächste Version war Arianna e Teseo, ein Pasticcio von Leonardo Leo und Leonardo Vinci (Neapel 1721). Die weiteren Vertonungen, von Nicola Porpora (Venedig 1727) und von Francesco Feo (Turin 1728), kannte Händel wohl nicht. Stattdessen basiert das anonyme Londoner Libretto auf Leos zweiter Behandlung  des Textes für das Teatro della Pace während des Karnevals in Rom 1729. Jüngste Untersuchungen haben ergeben, dass Händel seine Oper auch direkt anhand der Pasticcio-Version von 1721 vorbereitete. Drei der Arientexte entstammen diesem Gemeinschaftswerk. Für die Londoner Version wurden die Vorlagen in einer Weise umgearbeitet und teilweise auch verstümmelt, dass Winton Dean sich zu der Bemerkung veranlasst sah,

“[…] Handel and/or his London collaborator made mincemeat of his recitatives […]”

„[…] Händel und/oder sein Londoner Bearbeiter haben Hackfleisch aus seinen [Pariatis] Rezitativen gemacht […]“

Obgleich als Textbearbeiter vielfach der Engländer Francis Colman, zeitweise britischer Gesandter in Florenz, genannt wird, der bereits im April 1733 in Pisa gestorben war, kann dies nicht belegt werden. Winton Dean ist der klaren Meinung, dass Colman mit dem Libretto nichts zu tun hat.
Die meisten Arien- und Duett-Texte wurden fast unverändert aus den Neapel- und Rom-Libretti übernommen, doch sieben der 28 Texte aus Arianna in Creta kommen offenbar nur in Händels Vertonung vor. Es ist nicht bekannt, warum Händel sich entschied, eine Version von Arianna in Creta zu komponieren, es ist jedoch möglich, dass er Leonardo Leo 1729 während des Karnevals in Venedig getroffen hat. Wenn das der Fall gewesen ist, leuchtet ein, dass Händels künstlerische Beziehung zu Leo oder zumindest ein gewisser Umgang mit dessen jüngsten Werken seine Themenauswahl im Sommer 1733 entscheidend beeinflusste. Sicherlich nahm Händels Reise nach Italien im Jahr 1729 aber auf anderem Wege direkten Einfluss auf Arianna in Creta: Während dieser Reise wurde bei Händel zum ersten Mal das Interesse geweckt, die Kastraten Carestini und Scalzi zu engagieren. Carestini (1704 geboren) war eine Berühmtheit. Mit zwölf hatte er sein Studium in Mailand begonnen. 1724 gab er in Alessandro Scarlattis La Griselda an der Seite seines Lehrers Antonio Bernacchi (der später Farinelli unterrichtete und in der Saison 1729/1730 die männliche Hauptrolle in Händels Lotario und Partenope spielte) sein Debüt in Rom. Carestini feierte großartige Erfolge in Wien, Venedig, Prag, Rom, Neapel und München, bevor er im Herbst 1733 nach London kam. Der Musikhistoriker des 18. Jahrhunderts Charles Burney schreibt:

“His voice was at first a powerful and clear soprano, which afterwards changed into the fullest, finest, and deepest counter-tenor that has perhaps ever been heard... Carestini’s person was tall, beautiful, and majestic. He was a very animated and intelligent actor, and having a considerable portion of enthusiasm in his composition, with a lively and inventive imagination, he rendered every thing he sung interesting by good taste, energy, and judicious embellishments. He manifested great agility in the execution of difficult divisions from the chest in a most articulate and admirable manner. It was the opinion of Hasse, as well as of many other eminent professors, that whoever had not heard Carestini was inacquainted with the most perfect style of singing.”

„Seine Stimme war zunächst ein kräftiger und klarer Sopran, später hatte er den vollsten, feinsten und tiefsten Kontratenor, der je zu hören war… Carestinis Gestalt war groß, schön und majestätisch. Er war ein sehr engagierter und intelligenter Schauspieler und da er mit einer guten Portion von Begeisterung für die Komposition, verbunden mit lebendiger und einfallsreicher Vorstellungskraft ausgestattet war, machte er alles, was er sang, durch guten Geschmack, Energie und kluge Verzierungen interessant. Er besaß eine große Fähigkeit, auch in schwierigen Bereichen der Bruststimme mit großer Deutlichkeit wunderbar zu gestalten. Nach Meinung von Hasse und vieler anderer berühmter Lehrer, war jeder, der Carestini noch nicht gehört habe, mit dem perfektesten Gesangsstil auch noch nicht bekannt.“

Eine große Überraschung muss für Händels Publikum die Rückkehr der Durastanti gewesen sein. Obwohl ihre besten Jahre schon hinter ihr lagen und sie als Nebenrolle besetzt war, schuf Händel einige wunderbare effektreiche Momente für ihre Rolle als Tauride: zum Beispiel die überhebliche Arie Mirami, altero in volto (Nr. 2a) und ein prächtiges Stück mit Hörnern, Qual Leon, che fere irato (Nr. 14).
Carlo Scalzi sang nur in der Saison 1733/34 in Händels Opernensemble, so ist der Alceste die einzige originale Rolle, die Händel für ihn komponierte. Scalzi, „… to whom Handel gave but little to do“ („… dem Händel nur wenig zu tun gab“), wie Burney zwar bemerkte, hatte jedoch Alcestes prachtvolle Arie Son qual stanco pellegrino (Nr. 18) und damit das eigentliche Herz der Oper. Sie hat ein anmutiges Cellosolo für Händels neuen Solocellisten, das, laut Burney, „… intended to display the abilities of Caporale.“ („… die Fähigkeiten Caporales zeigen sollte.“)

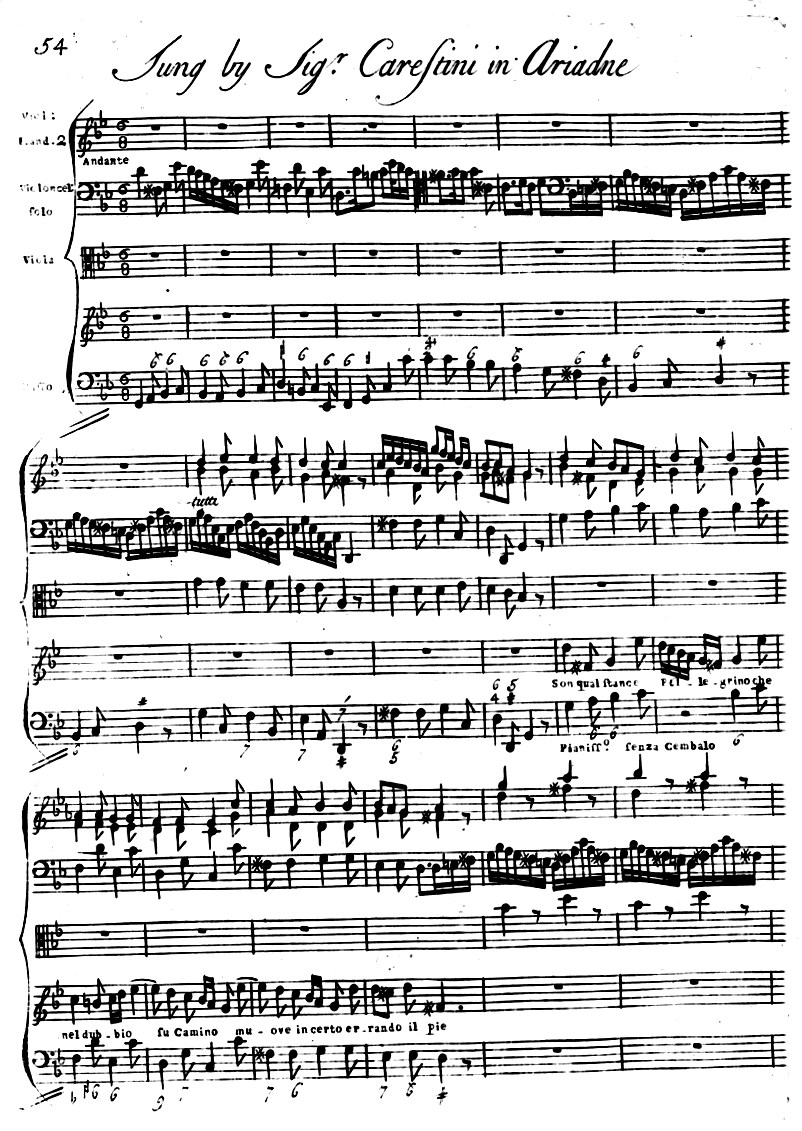
Beginn der Arie „Son qual stanco pellegrino“, dem ersten Solo für den neuen Violoncellisten Händels: Francisco Caporale. Druck von John Walsh, London 1737.

Carilda war die erste Rolle, die Händel für Maria Caterina Negri komponierte. Burney machte die verächtliche Bemerkung, dass sie „… seems to have possessed no uncommon abilities“ („… keine ungewöhnlichen Fähigkeiten besessen zu haben scheint“), doch erreichte Händel auch nicht immer sein eigenes hohes Niveau, wenn er zum ersten Mal für einen neuen Sänger schrieb. Negri war eine so solide und zuverlässige Darstellerin, dass Händel später für sie einige selbstbewusste Rollen schrieb, darunter den bösen Polinesso in Ariodante und die Heldin Bradamante in Alcina.
Burney behauptete weiter, dass der deutsche Bassist Gustav Waltz „… a coarse figure, and a still coarser voice“ („… eine grobe Figur und eine noch gröbere Stimme“) hätte, jedoch zeigt die Musik, die Händel für ihn schrieb, darunter die Titelrolle im Saul, dass Waltz ein fähiger Sänger gewesen sein muss.
Normalerweise komponierte Händel seine Opern sehr zügig, doch die Vorbereitungen zu Arianna in Creta verliefen ungewöhnlich kompliziert. Eine Untersuchung von Händels handschriftlichem Manuskript ergab, dass nach dem ersten Entwurf der Oper, der am 5. Oktober 1733 vervollständigt wurde, noch viele Veränderungen vorgenommen wurden. Die meisten von Teseos Arien mussten tiefer transponiert werden, da sich Händel bei Carestinis Tessitur wohl verschätzt hatte. Er arbeitete zumindest teilweise aus seiner Erinnerung an Carestinis Stimme heraus, die er vier Jahre zuvor gehört, die sich aber offenbar, wie ja auch Burney später schreibt, seit 1729 nach unten verändert hatte.
Der Händel-Biograph Newman Flower schuf 1923 das folgende denkwürdige Zitat, das immer noch das allgemeine Urteil über Händels Opernkarriere Mitte der 1730er Jahre beeinflusst:

“Handel was going down; the empty theatre was the visible sign of it. His wretched singers could scarcely maintain the beauties of the songs he had given them. Not that Ariadne was Handel at his best. His worries, the increasing cohorts of the enemies against him, the falling away of friends who, in fat years and lean, had followed his fortunes and patronized his work, his treasury thin and starved for want of new capital just when his enemies had money of plenty to burn, coloured his composing.”

„Händel ging unter; das leere Theater war das äußerliche Zeichen dafür. Seine erbärmlichen Sänger konnten kaum die Schönheit der Lieder, die er für sie geschrieben hatte, vermitteln. Nicht, dass Ariadne Händels beste Oper sei. Seine Probleme, die wachsende Kohorte seiner Feinde, das Fernbleiben seiner Freunde, die in fetten Jahren seinem Glück gefolgt waren und sein Werk gefördert hatten, seine dünne Finanzdecke, die nach neuem Kapital hungerte gerade in der Zeit, als seine Gegner Geld in Hülle und Fülle zum verbrennen hatten, prägten seine Kompositionen.“

Auch der flüchtigste Blick auf die Partitur beweist zweifellos, dass Carestini und die Strada keine jämmerlichen Sänger waren. Flowers Andeutung, dass Händels Theater leer war, wird durch die Tatsache widerlegt, dass Arianna in Creta mit 22 Aufführungen im Jahr 1734 ein Kassenschlager war. Händel hatte also, trotz der angespannten Situation durch die Konkurrenz der Adelsoper, allen Grund, auch mal mit Freunden zu entspannen. Darüber berichtet Mary Pendarves, seine lebenslange Verehrerin und  Nachbarin in der Brook Street, in einem Brief am 12. April 1734 an ihre Schwester:

“I had Lady Rich and her daughter, Lady Cath. Hanmer and her husband, Mr. and Mrs. Percival, Sir John Stanley and my brother, Mrs. Donellan, Strada and Mr. Coot.  Lord Shaftesbury begged of Mr. Percival to bring him, and being a profess’d friend of Mr. Handel (who was here also) was admitted; I never was so well entertained at an opera!  Mr. Handel was in the best humour in the world, and played lessons and accompanied Strada and all the ladies that sang from seven o’clock till eleven.  I gave them tea and coffee, and about half an hour after nine had a salver brought in of chocolate, mulled white wine and biscuits.  Everybody was easy and seemed pleased […]”

„Ich hatte Lady Rich und ihre Tochter, Lady Cath. Hanmer und ihren Ehemann, Mr. und Mrs. Percival, Sir John Stanley und meinen Bruder, Mrs. Donellan, die Strada und Mr. Coot zu Gast. Lord Shaftesbury bat Mr. Percival, ihn zu bringen, und da er bekennender Anhänger von Mr. Händel ist, (dieser war auch hier) wurde er zugelassen. So gut wurde ich in einer Oper nie unterhalten! Mr. Händel hatte die beste Laune in der Welt, spielte Stücke und begleitete die Strada und alle Damen, die von sieben bis elf Uhr sangen. Ich servierte Tee und Kaffee, und etwa halb zehn wurde ein Tablett mit Schokolade gebracht, weißen Glühwein und Kekse. Jeder war entspannt und alle schienen zufrieden […]“

(Die Gäste von Mary Pendarves, einer attraktiven Witwe von 35 Jahren, waren Anhänger Händels und zum Teil selbst Amateurmusiker. Philip Percival war ein vielseitiger Kunstdilettant, Violaspieler und Komponist. Lady Catherine sang und spielte Cembalo, und Thomas Hanmer, vormals Speaker des Unterhauses und Führer der Hannoverischen Tories, spielte Violine. Anthony Graf Shaftesbury, wurde später ein ebenso glühender Bewunderer Händels wie sein Vetter James Harris. Anne Donellan war eine Verwandte der Percivals; Händel vermachte ihr später in seinem Testament 50 Guineen.)
Im August 1738, vier Jahre nach der Londoner Uraufführung fand Arianna in Creta in Braunschweig unter Leitung von Georg Caspar Schürmann seine einzige Wiedergabe auf dem Festland.
Ende des 18. Jahrhunderts wurde Händels Arianna in Creta immer noch von Kennern bewundert: Gottfried van Swieten (Mozarts Förderer und Joseph Haydns Textdichter) setzte Händels Ariadne auf seine Auswahlliste für gedruckte Noten, die er 1777 bei James Harris Junior bestellte.
Am 30. Juni 1946 wurde die Oper durch die Göttinger Händelfestspiele wieder zu neuem Leben erweckt. Die deutsche Textfassung war von Emilie Dahnk-Baroffio, das Städtische Orchester Göttingen spielte unter der musikalischen Leitung von Fritz Lehmann. Auf dem gleichen Festival am 28. Mai 1999 war auch die erste Wiederaufführung in Originalsprache und historischer Aufführungspraxis. Es spielte das Philharmonia Baroque Orchestra San Francisco unter Leitung von Nicholas McGegan.

## Handlung

### Mythologischer und literarischer Hintergrund
Wie man  aus der Biografie des Theseus aus Plutarchs Bíoi parálleloi (Parallele Lebensbeschreibungen) erfährt, führte König Minos von Kreta einen Krieg mit König Ägeus von Attika, der Minos‘ kleinen Sohn getötet und seine kleine Tochter entführt hatte. Das Mädchen war jedoch von einem Verbündeten Athens, König Archias von Theben, in dem Glauben aufgezogen worden, es sei sein eigenes Kind. Als Bedingung für die Beendigung des Krieges musste Athen Tribut an Kreta zahlen: alle sieben oder neun Jahre mussten je sieben athenische Jünglinge und sieben athenische Jungfrauen nach Kreta geschickt werden, um dem Minotaurus, einem Ungeheuer, das halb Mensch, halb Stier war und in einem Labyrinth lauerte, zum Fraß vorgeworfen zu werden. Die Menschenopfer der Athener können aber nur dadurch beendet werden, dass ein Held den Minotaurus tötet und den kretischen General Tauride besiegt. Der athenische Held Theseus ist auf dem Weg nach Kreta, entschlossen, dies zu tun und das Leiden seines Volkes zu beenden, und sich mit der von ihm geliebten Ariadne zu vereinen, die Minos als Geisel verlangt hat, um sicherzustellen, dass die athenischen Mädchen und Jünglinge auch zum Opfern geschickt werden. Die Personen Carilda und Alceste sind für das Libretto frei erfunden, wie auch der Teil der Geschichte, welcher von der im Kindesalter geraubten und in Theben aufgewachsenen Ariadne handelt.

### Erster Akt
Die Athener schiffen sich auf Kreta ein, zusammen mit einer Steintafel, auf der die Bedingungen für den athenischen Tribut vermerkt sind. König Minos stimmt Teseos Bitte zu, Arianna freizulassen. Unter den athenischen Jungfrauen, die geopfert werden sollen, ist auch Carilda, deren Schönheit dem kretischen General Tauride auffällt und der sich sofort in sie verliebt. Carilda schwärmt jedoch heimlich für Teseo und interessiert sich weder für Tauride, noch für den athenischen Jüngling Alceste, der ebenfalls in Carilda verliebt ist. Teseo teilt seiner Geliebten Arianna mit, dass er entschlossen ist, den Minotaurus zu töten, was sie um seine Sicherheit fürchten lässt, und erklärt auch Alceste, der Carilda vor einem grausamen Tod retten will, dass er für diese Aufgabe besser geeignet ist.
Am Tempel des Zeus befiehlt König Minos Alceste, den Namen des ersten Opfers aus einer Urne zu ziehen. Alceste ist verzweifelt, als der Name, den er aus dem Gefäß zieht, der seiner geliebten Carilda ist. Teseo bietet an, in das Labyrinth zu gehen, um sich dem Minotaurus an ihrer statt zu stellen, was Minos akzeptiert, aber Arianna eifersüchtig macht, da sie glaubt, Teseo tue dies aus Liebe zu Carilda.

### Zweiter Akt
In einem Waldstück überlegt Teseo, ob er seinen Plan, den Minotaurus zu töten, weiterverfolgen oder aus Rücksicht auf seine geliebte Arianna davon absehen soll. Er schläft ein und hat im Traum die Vision seines Schicksals: als Befreier seines Volkes von den grausamen Leiden. Als er erwacht, ist er entschlossen, das Ungeheuer zu töten. Alceste ist ebenso wie Arianna besorgt, dass Teseo aus Liebe zu Carilda handelt, aber Teseo versichert ihm, dass er niemals eine andere als Arianna lieben würde, und offenbart Alceste, dass Arianna in Wirklichkeit die Tochter von König Minos ist, was aber weder sie noch der König wissen.
Arianna belauscht ein Gespräch zwischen Minos und General Tauride: um erfolgreich zu sein, müsse Teseo den Minotaurus durch einen Stoß in den Rachen töten, den Weg aus dem Labyrinth mit Hilfe einer Schnur finden und sodann Tauride, trotz dessen magischen Gürtels, der ihm übermenschliche Kräfte verleiht, bezwingen. Obwohl Arianna immer noch beunruhigt ist von dem Gedanken, dass Teseo dies tut, um Carilda zu retten, die er liebe, offenbart sie sich ihm.
Weitere Missverständnisse bestärken Arianna in dem Irrglauben, Teseo sei in Carilda verliebt, und sie wirft ihm Treulosigkeit vor.
Am Eingang des Labyrinths ist Carilda kurz davor, vom Minotaurus verschlungen zu werden, als Tauride erscheint und sie bittet, mit ihm zu fliehen. Sie lehnt ab. Alceste erscheint jedoch ebenfalls, tötet die beiden Wachen und entführt Carilda. Minos ist wütend, dass sie entkommen ist, und macht Teseo dafür verantwortlich. Er befiehlt Arianna, Carildas Platz als erstes Opfer für das Ungeheuer einzunehmen. Arianna beklagt ihr Schicksal.

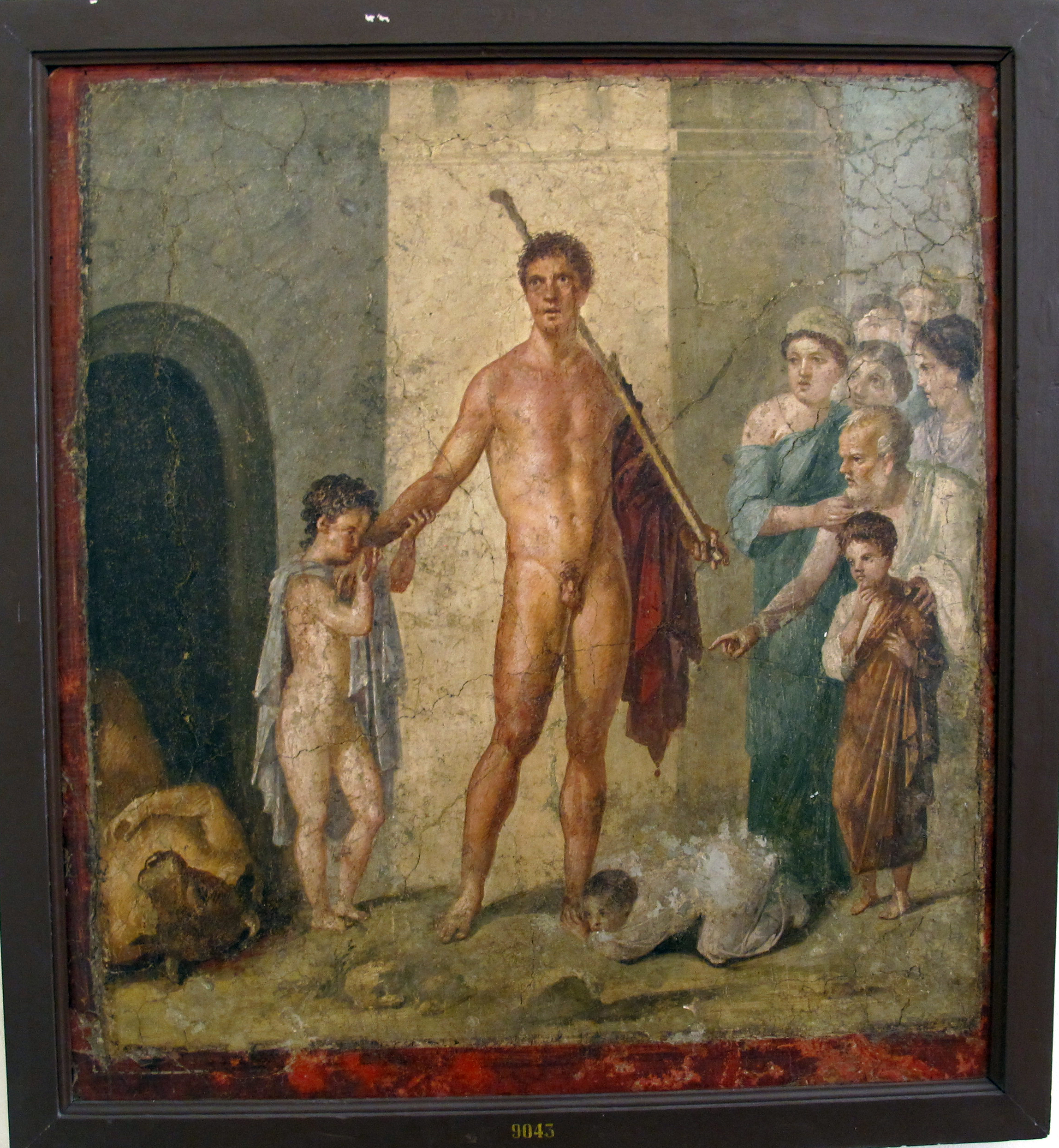
Theseus nach dem Sieg über den Minotaurus, römisches Fresko, Museo Archeologico Nazionale, Neapel.

### Dritter Akt
Teseo steigt in das Labyrinth hinab, markiert den Weg mit einer Schnur und tötet den Minotaurus, indem er ihm in den Rachen sticht. Er rettet Arianna und schwört ihr, dass er sie liebe.
In einem Hof des Königspalastes sollen Teseo und Tauride im Zweikampf aufeinandertreffen. Als erstes reißt Teseo Tauride den magischen Gürtel vom Leib und besiegt ihn dann mit Leichtigkeit.
König Minos verkündet, dass Teseo die Bedingungen für die Beendigung des athenischen Tributs erfüllt hat. Teseo bittet um die Erlaubnis, Arianna zu heiraten, und Minos stimmt unter der Bedingung zu, dass ihr Vater sein Einverständnis gibt. Teseo enthüllt, dass Minos selbst Ariannas Vater ist, woraufhin Minos dem Paar freudig seinen Segen gibt. Arianna und Teseo feiern freudig ihre Liebe.
Im Palast wird eine doppelte Verlobung verkündet: der Held Teseo wird seine Arianna heiraten und Carilda lässt sich auf Alceste ein. Alle feiern den glücklichen Ausgang und den neuen Frieden zwischen Kreta und Athen.

## Struktur der Oper
Ouverture. – (Menuetto.) (2 Ob, 2 Hr, Str, BC)

### Erster Akt
| Scena I    | Recitativo. Teseo, Minos, Arianna, Carilda, Tauride Egeo, mio genitor               |
|            | 1. Sinfonia. (Str, BC)                                                              |
|            | Recitativo. Minos, Teseo, Arianna, Carilda, Tauride Qual presagio funesto!          |
| Scena II   | Recitativo. Tauride, Teseo Pensa, oh Carilda                                        |
|            | 2a. Aria. Tauride. (Str, BC) Mirami, altero in volto                                |
| Scena III  | Recitativo. Teseo, Arianna, Carilda Non si disperi                                  |
|            | 3. Aria. Carilda (Str, BC) Dille, che nel mio seno                                  |
| Scena IV   | Recitativo. Teseo, Arianna Pur siam soli, idol mio                                  |
|            | 4. Aria. Arianna (2 Ob, Str, BC) Deh! lascia un tal desio ti prego idolo mio!       |
| Scena V    | Recitativo. Teseo, Alceste Ma, non è questi Alceste?                                |
|            | 5. Aria. Teseo (2 Ob unis, Str, BC) Nel pugnar col mostro infido                    |
| Scena VI   | Recitativo. Alceste Speriam; ma non si attenda                                      |
|            | 6. Aria. Alceste (2 Ob, 2 Vl, BC) Tal’or d’oscuro velo ricopre il bel sereno        |
| Scena VII  | Recitativo. Carilda, Tauride Non più che l’amor tuo m’offende?                      |
| Scena VIII | Recitativo. Minos, Tauride, Alceste, Carilda, Teseo, Arianna Son le vittime pronte? |
| Scena IX   | Recitativo. Carilda Perdona, Alceste                                                |
|            | 7. Aria. Carilda (Fl, 2 Vl, BC) Quel cor che adora vago sembiante                   |
| Scena X    | Recitativo. Teseo, Minos, Arianna Della patria e de’ miseri il soccorso             |
| Scena XI   | Recitativo. Arianna, Teseo Volesti, al fin volesti nel tuo rischio                  |
|            | 8. Aria. Teseo (2 Vl, BC) Sdegnata sei con me, mi credi ingannator                  |
| Scena XII  | Recitativo. Arianna E mi lascio il crudele?                                         |
|            | 9. Aria. Arianna (Str, BC) Sdegno, amore, fanno guerra a questo core                |

### Zweiter Akt
| Scena I    | 10. Recitativo accompagnato ed Arioso. Teseo (2 Ob, Str, BC) Oh patria! oh cittadini! / Sol ristoro di mortali    |
| Scena II   | Recitativo accompagnato ed Arioso. Il Sonno, Teseo (Str, BC) Disseratevi, o porte / Io ti tengo, o mostro infame! |
|            | Recitativo. Teseo Ah! che pur sogno ancor!                                                                        |
| Scena III  | Recitativo. Alceste, Teseo Per Carilda, e per me dunque in periglio                                               |
|            | 11. Aria. Teseo (Str, BC) Salda quercia in erta balza                                                             |
| Scena IV   | Recitativo. Arianna, Alceste Alceste è qui, si tenti                                                              |
|            | 12. Aria. Alceste (2 Vl, BC) Non ha diffesa, non ha consiglio un core                                             |
| Scena V    | Recitativo. Arianna Il soccorrer Carilda                                                                          |
|            | 13. Aria. Arianna (2 Ob, Fg, Str, Vc, BC) So che non è più mio, m’abbandono l’ingrato                             |
| Scena VI   | Recitativo. Minos, Tauride, Arianna Pensa, che di Carilda il gran campion e forte                                 |
|            | 14. Aria. Tauride (2 Ob, Fg, 2 Hr, Str, BC) Qual Leon, che fere irato                                             |
| Scena VII  | Recitativo. Tauride, Carilda, Arianna Eh! la speme l’inganna, vieni!                                              |
| Scena VIII | Recitativo. Arianna, Carilda Me rispettate; or ora                                                                |
|            | 15. Aria. Carilda (2 Vl, BC) Narra gli allor saprai                                                               |
| Scena IX   | Recitativo. Teseo, Arianna Idolo mio! Va perfido                                                                  |
| Scena X    | Recitativo. Teseo Ti saresti ingannato                                                                            |
|            | 16. Aria. Teseo (2 Ob, 2 Vl, BC) Al fine amore                                                                    |
| Scena XI   | Recitativo. Tauride, Carilda Fuggiam! Vieni mia sposa in Lenno!                                                   |
|            | 17. Aria. Tauride (2 Vl, BC) Che se fiera poi mi nieghi                                                           |
| Scena XII  | Recitativo. Carilda, Alceste Numi, e voi lo soffrite!                                                             |
|            | 18. Aria. Alceste (Vc solo, Str, BC) Son qual stanco pellegrino                                                   |
| Scena XIII | Recitativo. Teseo, Arianna Perdon ti chiedo                                                                       |
| Scena XIV  | Recitativo. Tauride, Arianna, Teseo, Minos Ov’è Carilda? A me nè chiedi?                                          |
|            | 19. Aria. Minos (2 Ob, Str, BC) Se ti condanno, giusta vendetta                                                   |
|            | Recitativo. Arianna, Teseo Ah! silenzio spietato!                                                                 |
|            | 20. Duetto. Arianna, Teseo (2 Ob, Str, BC) Bell’idolo amato, rasciuga quel pianto                                 |
|            | Recitativo. Arianna Quel crudele di me pieta non sente                                                            |
|            | 21. Aria. Arianna (2 Ob, Str, BC) Se nel bosco resta solo rusignolo col suo canto                                 |

### Dritter Akt
| Scena I    | 22. Sinfonia. (2 Ob, Str, BC)                                                 |
|            | Recitativo. Alceste, Carilda Vorrai dunque, oh Carilda?                       |
|            | 23. Aria. Carilda (2 Vl, BC) Un tenero pensiero mi parla al cor per te        |
| Scena II   | Recitativo. Alceste Questa sola speranza                                      |
|            | 24. Aria. Alceste (2 Vl, BC) Par che voglia il Ciel sereno                    |
| Scena III  | 25. Recitativo accompagnato (Str, BC) Ove son, qual orrore?                   |
|            | 26. Aria. Teseo (Str, BC) Qui ti sfido, o monstro infame!                     |
|            | Recitativo. Teseo Ho vinto! Grazie ai Numi, salva                             |
| Scena IV   | Recitativo. Teseo, Arianna Arianna! Che miro?                                 |
|            | 27. Aria. Arianna (2 Ob, Str, BC) Turbato il mar si vede con subita procella  |
| Scena V    | Recitativo. Tauride Se il Minotauro ei vinse, non ho men forte il core        |
|            | 28. Aria. Tauride (Str, BC) In mar tempestoso s’affanna il nocchiero          |
| Scena VI   | Recitativo. Teseo, Tauride Di te in traccia ne vengo                          |
| Scena VII  | Recitativo. Minos, Teseo, Arianna Vincesti; tanto basti                       |
|            | 29. Duetto. Arianna, Teseo (2 Ob, Str, BC) Mira adesso questo seno più sereno |
| Scena VIII | Recitativo. Teseo, Arianna, Alceste, Carilda, Minos Meta del mio gior         |
|            | 30. Aria. Teseo (2 Ob, Str, BC) Bella sorge la speranze                       |
|            | 31. Coro. (2 Ob, 2 Hr, Str, BC) Bella sorge la speranze                       |
|            | 32. Gavotta. (2 Ob, Str, BC)                                                  |
|            | 33. (Menuetto). (2 Ob, Str, BC)                                               |
|            | 34. Gavotta. (2 Ob, Str, BC)                                                  |
|            | 35. Musette. (2 Ob, Str, BC)                                                  |
|            | 36. (Menuetto). (2 Vl, BC)                                                    |

## Musik
Händel schenkte der Oper bei rund zwei Dutzend Da-capo-Arien, zwei Duetten und zwei Accompagnato-Rezitativen nicht nur einen wohldurchdachten Wechsel der Stimmungen, sondern orientierte sich insgesamt auch stärker als zuvor am Belcanto der italienischen Oper. Sein Konzept ist gekennzeichnet von der Klarheit der Gesangslinien und ihrer Verknüpfung mit dem Instrumentalgeschehen, dessen auffälligstes Merkmal die Emphatisierung gleichartiger Wiederaufnahmen vokaler Phrasen in den Streichern ist.
Gleich die erste Arie des Tauride Mirami, altero in volto (Nr. 2a) zeigt die hervorstechende Besonderheit der Gesänge dieser Oper, nämlich sorgfältigste und feinste Verwobenheit der Begleitung mit der Gesangsstimme. Eine derartige Verbindung von Gesang und Begleitung, in allen Schreibarten und mit allen möglichen Kunstgriffen ausgeführt, ist überhaupt einer von Händels großen Vorzügen und in allen seinen Opern vorhanden, selten aber so absichtlich angebracht wie hier. Er wusste, dass die Komponisten der Adelsoper das möglichst Beste an Melodien, wie sie damals in Mode waren, bieten und auch den Engländern zuliebe hinreichenden Lärm machen würden; daher war er sorglich bemüht, die Goldfäden der Melodie in das kunstvolle Gewand einer reichen Tonfülle zu kleiden. Er konnte dem Kunstsinne des ihm treu gebliebenen Teiles seiner Zuhörer keine größere Achtung erweisen als durch Aufführung einer solchen Komposition und hatte auch die Genugtuung, dass der geistreiche Dr. John Arbuthnot den Meister „Porpoise“ (Porpora) erinnerte, „… that there is a wide difference betwixt full Harmony, and making a Noise.“ („… dass es ein großer Unterschied zwischen reicher Harmonie und Lärm machen sei.“) Sämtliche Gesänge des ersten Aktes sind wahres Gold, schon als bloße Melodie.
Aufregend ist der Kampf mit dem Minotaurus, den Teseo im dritten Akt in der Dunkelheit des Labyrinths auszufechten hat. Er beherrscht Teseos Gedanken schon zu Beginn des zweiten Aktes und dieses gehört zu den schönsten Szenen Händel’scher Opernmusik. Im Schlaf wird ihm seine Zukunft geweissagt, und als Teseo von dem Minotaurus träumt, wird die sanft murmelnde Schlummermusik jäh von erregten Sechzehnteltremoli in den Streichern unterbrochen, zu deren Klängen Teseo in seiner Einbildung mit dem Monster ringt. Die Melodiefetzen, die er in diesem Zustand herausbringt, sind dieselben, mit denen er seine Arie im dritten Akt beginnt – der Traum ist Wirklichkeit geworden. Qui ti sfido, o mostro infame („Hier fordere ich dich heraus, schändliches Ungeheuer“, Nr. 26) ist der musikalische Höhepunkt jener Szene, die mit einem dramatischen, von peitschenden punktierten Achteln im Orchester begleiteten Accompagnato-Rezitativ Ove son, qual orrore? („Wo bin ich, welch’ Entsetzen?“, Nr. 25) beginnt und mit dem verlängerten und ein zweites Mal gesondert als Instrumentalsinfonia erklingenden Schlussritornell der Arie endet, zu deren Klängen Teseo dem Minotaurus den Garaus macht. Dieses Ritornell schichtet hämmernde Achtel im Bass und wilde Sechzehntelfiguren in den drei Oberstimmen übereinander. Ganz selten, etwa wenn sich das Orchester bei den Worten „io non pavento“ („ich erschrecke nicht“) der heftigen punktierten Achteldeklamation der Singstimme anschließt, weicht diese erregte Bewegung kurzzeitig einem anderen, jedoch nicht minder angespannten Gestus (Takte 12, 31, 39). Dass gerade dieses Motiv das Schlussritornell für den Kampf um sechs Takte erweitert, lässt Rückschlüsse auf das Bühnengeschehen zu: Unerschrocken schlägt Teseo auf das Monster ein.
Die Wahl der Tonarten in dieser Szene richtet den Blick freilich nicht auf den strahlenden Sieger, sondern eher auf das finstere Ambiente, in dem Teseo und der Minotaurus aufeinandertreffen. B-Tonarten bis hin zu Des-Dur (Takt 27 der Arie) erzeugen eine düstere Stimmung. Das Accompagnato beginnt in g-Moll und streift Tonarten wie As-Dur und f-Moll. Und Es-Dur, die Grundtonart der Arie, wie auch c-Moll, die Tonart ihres B-Teils, stehen traditionell mit der Unterwelt im Bunde. Der Ort der Handlung, als „Orrida sotterranea da un canto del Labirinto“ („Schauerliches unterirdisches Gewölbe in einer Ecke des Labyrinths“) beschrieben, beeinflusst das musikalische Geschehen mindestens so stark wie Teseos Kampfesmut. Für diesen hätte das militärische, herrscherliche D-Dur besser gepasst; aber es ist kein Krieg, den Teseo führt, keine Schlacht, die er schlägt, kein ritterlicher Zweikampf unter Gleichen, sondern ein Ringen mit den Mächten der Unterwelt. Teseo darf sich am Ende der Oper als strahlender Held präsentieren: Seine letzte Arie Bella sorge la speranza („Schön steht die Hoffnung auf“, Nr. 30) richtet mit ihrem D-Dur das glänzende Licht des Triumphes auf den Bezwinger des Minotaurus.

## Erfolg und Kritik
In den 1780er Jahren fügte Charles Burney eine Besprechung von Arianna in Creta in seine Allgemeine Musikgeschichte ein und urteilte, dass Händel

“[…] his powers of invention, and abilities in varying the accompaniments throughout this opera with more vigour than in any former drama since the dissolution of the Royal Academy of Music in 1728.”

„[…] in dieser Oper seine Erfindungskraft und die Möglichkeiten der Variation in der Begleitung mit mehr Wirkung eingesetzt habe, als in den früheren Dramen seit seiner Trennung von der Royal Academy of Music 1728.“

Es ist klar, dass Händels Publikum, der Librettist von Haydns großen Oratorien (van Swieten) und der höchst einflussreiche Musikhistoriker des späten 18. Jahrhunderts (Burney) Arianna in Creta nicht unterschätzten.
Der Musikwissenschaftler Edward J. Dent schrieb, dass Arianna in Creta

“[…] a lamentable falling-off after Orlando […] otherwise the best one can say of the opera is that it is generally good average Handel, of the conventional type.”

„[…] einen bedauernswerten Rückschritt nach Orlando darstellt […] sonst ist das Beste, was man über die Oper sagen kann, dass sie generell ein guter durchschnittlicher Händel ist, im herkömmlichen Stil.“

Aber Dents Sicht auf Händels Opernaktivitäten war eingeschränkt, als ob die einzigen interessanten Elemente auf eine chronologische Besprechung von neuen Kompositionen reduziert werden könnten.
Aber wie jedes von Händels Theaterstücken muss Arianna in Creta im Kontext anderer Projekte verstanden werden. Händel verhalf zur gleichen Zeit alten Opern zu neuem Leben, schrieb englische Oratorien für seine zweisprachige Besetzung um und verfasste Pasticci anhand von Arien moderner italienischer Komponisten. Händel verfolgte während seiner Spielzeiten in den frühen 1730er Jahren stets eine Strategie der künstlerischen Vielfalt, und seine Arianna war ein wesentlicher Bestandteil seines Bestrebens, sich gegen die Opera of the Nobility zu behaupten. Außerdem wäre Dent bestimmt angenehm überrascht darüber, dass das Publikum einen „guten durchschnittlichen Händel“ heutzutage sehr viel ernsthafter bewundert.
Arianna in Creta behandelt ein philosophisches Thema, das selbst im 21. Jahrhundert noch reizvoll bleibt: Unerschütterlichkeit und Liebe werden Barbarei und Grausamkeit besiegen. Es ist eine moralische Botschaft, die während der Sinfonia in der Anfangsszene der Oper deutlich gemacht wird. Das 1734 gedruckte Libretto besagt, dass „der Stein, auf dem der Vertrag von Athen geschrieben steht, herunterfällt und in Stücke zerbricht. Vier Cupidos fliegen durch die Lüfte.“ Diese Bühnenanweisung bekräftigt die Bildhaftigkeit der Oper: Liebe zerstört die alte von Hass und Tod geprägte Ordnung. Die Liebe wird hierbei von den vier aufsteigenden Cupidos symbolisiert. Im Gegensatz dazu steht die zerbrochene Marmortafel, auf der das primitive Abkommen zwischen Athen und Kreta eingraviert ist. Das Konzept der ernsthaften Liebe als überlegener Sieger ist auch das Motto für Alcestes’ beständige Beziehung zu Carilda, die ihn zunächst verachtet. Jeder der Hauptcharaktere der Oper besitzt eine wichtige dramatische Funktion als ein Teil der Philosophie, dass wahre Liebe irrationale Gewalt besiegt. Daher können wir verstehen, dass Arianna in Creta – wie auch mehrere andere Opern von Händel aus den 1730er Jahren, wie z. B. Partenope, Orlando, Alcina und Serse – ein überzeugendes, gefühlvolles Thema enthält, demzufolge Erleuchtung und Zufriedenheit aus der Asche des Unglücks hervorgehen.
Vermutlich erst im November 1734, als die Oper in den Spielplan des Coventgarden-Theaters einbezogen wurde, fügte Händel die (nicht im Autograph enthaltenen) Balletteinlagen hinzu, welche von Marie Sallé und ihrer Truppe getanzt wurden.

## Orchester
Traversflöte, zwei Oboen, Fagott, zwei Hörner, Streicher, Basso continuo (Violoncello, Laute, Cembalo).

## Diskografie
- Göttinger Händel-Gesellschaft/NDR (1999): Sophie Daneman (Arianna),  Wilke te Brummelstroete (Teseo), Jennifer Lane (Carilda), Christine Brandes (Alceste), Cécile van de Sant (Tauride), Philip Cutlip (Minos), Tilmann Prautzsch (Il Sonno)

Philharmonia Baroque Orchestra San Francisco; Dir. Nicholas McGegan (200 min)
- MDG 609 1375-2 (2005): Mata Katsuli (Arianna), Mary-Ellen Nesi (Teseo), Irini Karaianni (Carilda), Theodora Baka (Alceste), Marita Paparizou (Tauride), Petros Magoulas (Minos/Il Sonno)

Orchestra of Patras; Dir. George Petrou (164 min)